# Máy đếm tiền

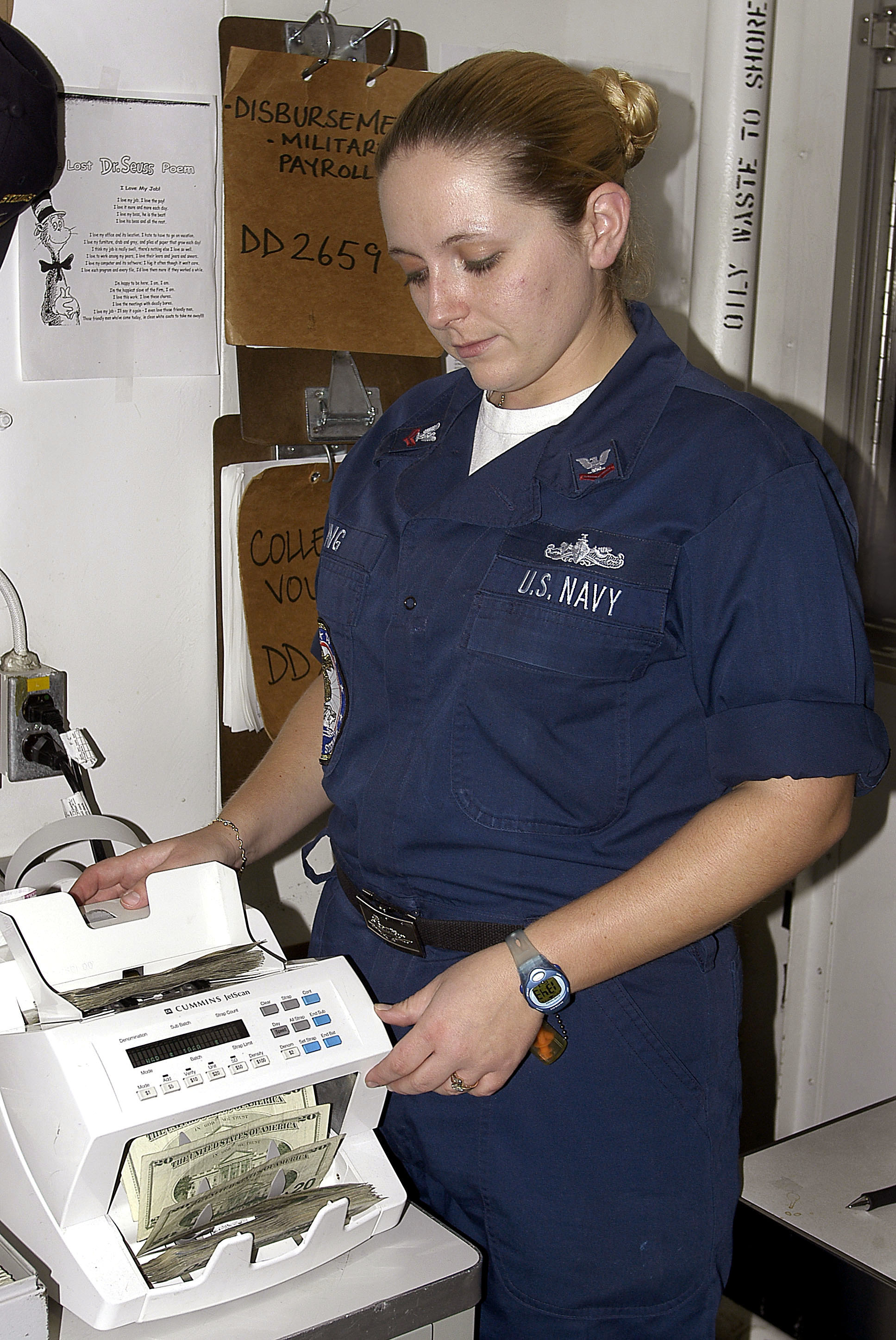
Một nhân viên đang sử dụng máy đếm tiền

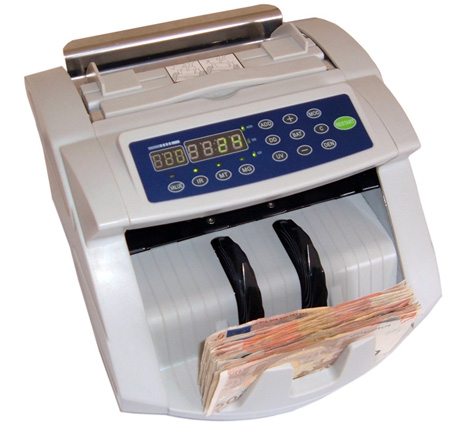
Một máy đếm tiền hiện đại với khả năng phát hiện tiền giả

Máy đếm tiền là một thiết bị cho phép người dùng xác định số lượng tiền giấy (hoặc tiền xu) chạy qua khe đếm tiền trong máy. Ngoài ra máy đếm tiền cũng kiểm tra tiền giả và cảnh báo cho người dùng để loại bỏ các đồng tiền giả.

## Phân loại
Có các loại máy đếm tiền sau: 
- Máy đếm tiền thông thường: chỉ có chức năng đếm.
- Máy đếm phát hiện tiền giả, tiền siêu giả, tiền lẫn loại.
- Máy đếm tiền xu.

## Nguyên tắc đếm
Khi tiền được thả vào khay sẽ được cuốn vào máy bằng các bánh răng và đệm cao su, tiền sẽ được chạy qua một con mắt điện tử là mắt đếm, mắt này sẽ thống kê được lượng tiền chạy qua nó rồi đưa lên bảng điện tử hiển thị. Ngoài ra máy đếm tiền hiện đại có sử dụng các mắt: 
- Kiểm kích: có tác dụng đo độ dài và rộng của tờ tiền để phân biệt loại tiền, phát hiện tiền giả,
- Mắt màu, mắt tím: phân biệt tiền giả và siêu giả bằng màu tiền và mệnh giá giữa